# Bad Day
Bad Day — песня, написанная и исполненная канадским певцом и автором Дэниелем Паутером. Она стала первым синглом из его второго альбома «Daniel Powter» (2005) и возглавила общенациональный хит-парад США (Billboard Hot 100) и Ирландии. В США сингл стал самым успешным по итогам 2006 года по данным журнала Billboard Magazine и был номинирован на премию Грэмми.

## История
Billboard назвал песню одним из величайших открытий года («one of the great discoveries of the year») и главным One Hit Wonder всех 2000-х годов. Песня Паутера стала всего 3-й в истории из этой категории, ставшей лучшей песней года. Ранее такое достижение показали в 1958 году сингл «Volare (Nel Blu Di Pinto Di Blu)» итальянского певца Доменико Модуньо и в 1962 году хит «Stranger on the Shore» в исполнении мистера Акера Билка. Сингл Bad Day возглавил американские чарты (Billboard Hot 100, Pop 100, Adult Top 40, Hot Adult Contemporary Tracks), стал № 1 в Ирландии (Irish Singles Chart) и № 2 в Великобритании (UK Singles Chart), № 3 в Австралии (Australian Singles Chart) и № 7 в Канаде (Canadian Singles Chart). Популярность песни в США возросла после её использования в программе молодых талантов в 5-м сезоне American Idol. Песня также вошла в сборный альбом Voices from the FIFA World Cup во время проведения Чемпионата мира по футболу 2006 года (2006 FIFA World Cup). В 2007 году песня вошла в саундтрек к фильму Элвин и бурундуки. В Великобритании сингл был использован в рекламной кампании фирмой Coca-Cola.
«Bad Day» был сертифицирован 2-кр. платиновым RIAA в США за тираж более чем млн копий. С августа 2005 года песня свободно загружалась в iTunes Store. В 2007 году была номинирована на премию «Грэмми» в категории «Best Male Pop Vocal Performance».
Также песня была использована в сериале Элементарно в качестве рингтона Шерлока Холмса и Джоан Ватсон на звонки, поступавшие от Лестрейда.

## Отзывы
Песня получила смешанные отзывы от комментаторов; некоторые рецензенты хвалили её за композицию, в то время как другие критики считали, что текст не был глубоким. Чак Тейлор из Billboard назвал песню «мгновенно запоминающейся» и похвалил её инструментарий за то, что она отличается «от множества подростковых треш-рокеров, которые сейчас доминируют на сцене». Назвав ее «элегантным, нестареющим поп/роком», Тейлор назвал её «одним из великих открытий года», а Пит Уотерман, написавший рецензию для The Guardian в 2007 году, заявил, что это «одна из его любимых песен последних лет». Эрик Р. Дантон из Hartford Courant назвал её лучшим треком в альбоме, а Эрлевин — «шаблоном для всего остального дебюта». В отличие от него, Уилсон Кунг сказал, что песня «меркнет по сравнению с некоторыми действительно сильными песнями» в альбоме Дэниела Паутера. Алан Коннор из журнала BBC News сказал, что это типичная сентиментальная песня, но в случае с «Bad Day» «деталей еще меньше». Он сказал, что песня «настолько неконкретна, что некоторые куплеты как будто переведены с иностранного языка, возможно, с помощью компьютера». Автор The Daily Edge назвал ее «настолько сладкой, что вызывает зубную боль», а рецензент The Scotsman назвал ее «ужасной песней». Билл Лэмб сказал, что в ней «чувствуется искренность», но «если вы ищете глубину, это не ваша песня», Крис Ли из Los Angeles Times сказал, что песня «блеклая, но душевная», а People прокомментировал: «„Bad Day“ может быть достаточно запоминающейся, чтобы преодолеть банальный текст».

## Чарты и сертификаты
| Чарт (2005-07)                             | Высшая позиция |
| ------------------------------------------ | -------------- |
| Australian Singles Chart                   | 3              |
| Austrian Singles Chart                     | 13             |
| Belgian (Flanders) Singles Chart           | 5              |
| Belgian (Wallonia) Singles Chart           | 7              |
| Canadian Singles Chart                     | 7              |
| Danish Singles Chart                       | 5              |
| Dutch Singles Chart                        | 6              |
| French Singles Chart                       | 3              |
| German Singles Chart                       | 17             |
| Irish Singles Chart                        | 1              |
| Italian Singles Chart                      | 3              |
| New Zealand Singles Chart                  | 7              |
| Norwegian Singles Chart                    | 7              |
| Swedish Singles Chart                      | 8              |
| Swiss Singles Chart                        | 5              |
| UK Singles Chart                           | 2              |
| US Billboard Hot 100                       | 1              |
| US Billboard Pop 100                       | 1              |
| US Billboard Adult Top 40                  | 1              |
| US Billboard Hot Adult Contemporary Tracks | 1              |
| US Billboard Top 40 Mainstream             | 2              |

| Чарт (2005)                      | Позиция |
| -------------------------------- | ------- |
| Australian Singles Chart         | 18      |
| Austrian Singles Chart           | 40      |
| Belgian (Flanders) Singles Chart | 23      |
| Belgian (Wallonia) Singles Chart | 36      |
| Dutch Top 40                     | 6       |
| French Singles Chart             | 46      |
| Irish Singles Chart              | 9       |
| Swiss Singles Chart              | 32      |
| UK Singles Chart                 | 11      |
| U.S. Billboard Hot 100           | 1       |

### Сертификаты
| Регион | Сертификация  | Продажи    |
| --- | ------------- | ---------- |
| Австралия (ARIA) | Платиновый    | 70 000^    |
| Канада (Music Canada) | Платиновый    | 20 000*    |
| Дания (IFPI Danmark) | Платиновый    | 90 000     |
| Франция (SNEP) | Серебряный    | 143,600    |
| Германия (BVMI) | Золотой       | 150 000^   |
| Италия (FIMI) | Платиновый    | 50 000     |
| Япония (RIAJ) · Digital single | 2× Платиновый | 500 000*   |
| Япония (RIAJ) · Full-length ringtone | Платиновый    | 250 000*   |
| Япония (RIAJ) · Ringtone | Миллионный    | 1 000 000* |
| Великобритания (BPI) | 2× Платиновый | 1 200 000  |
| США (RIAA) | 3× Платиновый | 3 000 000* |
| * Данные о продажах приведены только на основе сертификации. · ^ Данные о тиражах приведены только на основе сертификации. · Данные о продажах + прослушиваниях приведены только на основе сертификации. |               |            |